# Mười hai sứ đồ

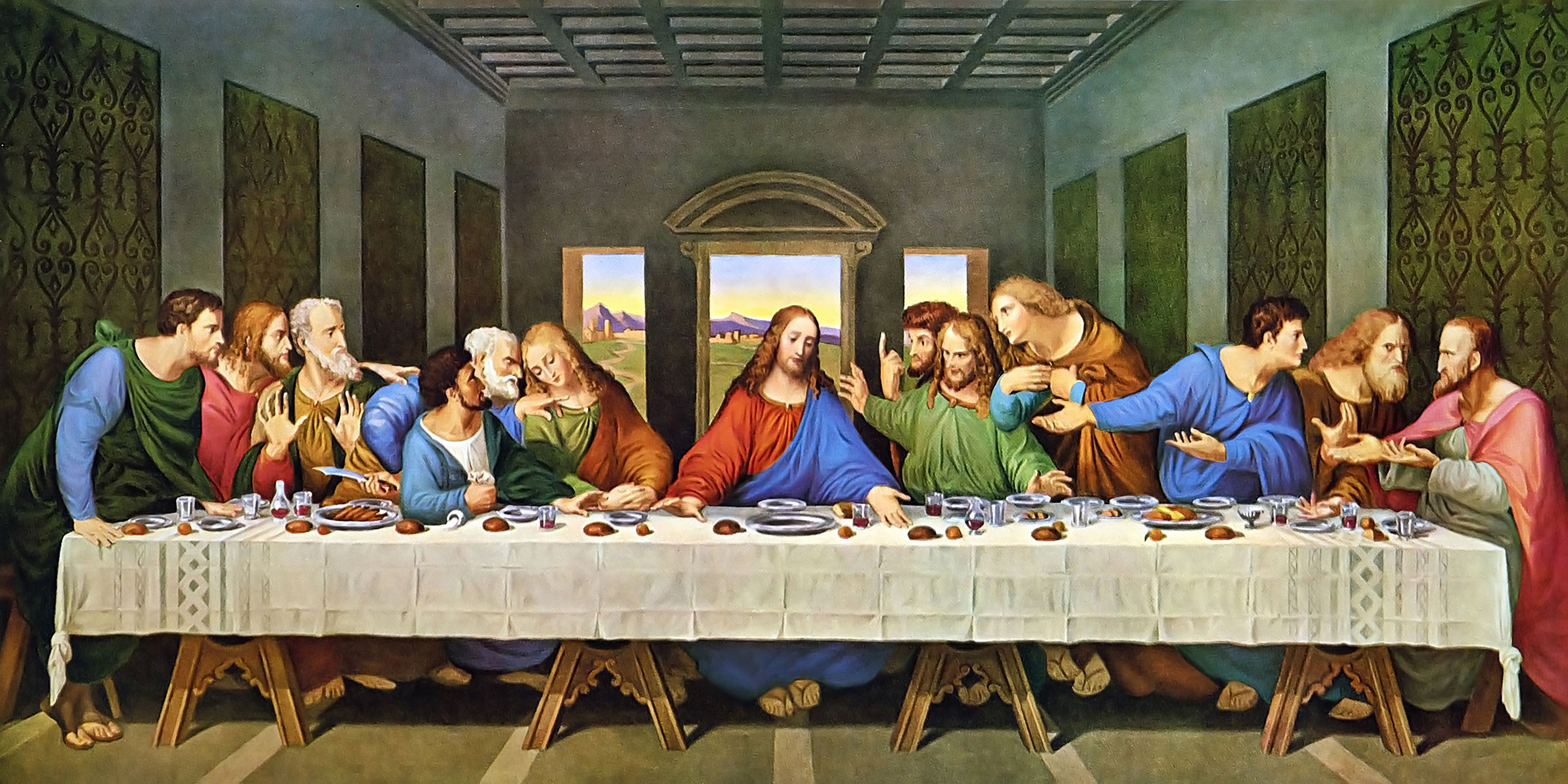
Bữa ăn tối cuối cùng, tranh vẽ cuối những năm 1490 của họa sĩ Leonardo da Vinci, miêu tả cảnh bữa tối Chúa Giê-su và 12 tông đồ

Mười hai Sứ đồ (Hi văn "απόστολος" apostolos, có nghĩa là "người được sai phái", "sứ giả"), còn được gọi là Mười hai Tông đồ hoặc Mười hai Thánh Tông đồ, Mười hai Thánh đồ là những người Do Thái xứ Galilee (10 vị có tên bằng tiếng Aram, 4 vị có tên bằng tiếng Hy Lạp) được tuyển chọn trong số các môn đệ, rồi được Chúa Giê-su sai đi rao giảng Phúc âm cho người Do Thái và các dân tộc khác.
"Ngài gọi các môn đồ đến, chọn mười hai người, gọi là sứ đồ" (Phúc âm Lu-ca 6. 13).
Thuật ngữ "sứ đồ" được tìm thấy trong Tân Ước, cả thảy có 79 lần: 10 lần xuất hiện trong các sách Phúc âm, 28 lần trong sách Công vụ các Sứ đồ, 38 lần trong các Thư tín hữu và 3 lần trong sách Khải Huyền. Trong Hi văn, apostolos (sứ đồ) bắt nguồn từ apostellein, nghĩa là sai đi. Từ apostellein nhấn mạnh đến yếu tố uỷ quyền - từ thẩm quyền và trách nhiệm của người sai phái. Như vậy, sứ đồ là người được uỷ quyền để thực thi một sứ mạng, người ấy sẽ hành động với thẩm quyền đầy đủ nhân danh người sai phái.
Cần biết rằng, trong Tân Ước Chúa Giê-su đã được đề cập đến như là sứ đồ ("...hãy suy kỹ đến tông đồ và vị thượng tế mà chúng ta tin theo, tức là Chúa Giê-su". Hebrew 3. 1), ở đây cũng giải thích rằng Chúa Giê-su vinh hiển và cao trọng hơn Moses.

## Mười hai Sứ đồ
Trong các sách Phúc âm, mười hai vị này vẫn thường được gọi là sứ đồ, khi ấy nhiệm vụ chính của họ, giống các môn đệ khác, là sống kề cận bên Chúa Giê-su và nhận lãnh sự dạy dỗ của Ngài. Chỉ từ khi họ được Chúa Giê-su chọn và sai đi ra để rao giảng Phúc âm và trừ ma quỷ (Mark 3. 14-15; 6. 30), họ mới được gọi là sứ đồ; song cũng chỉ giới hạn trong thời gian được sai phái. Sau ngày Lễ Ngũ Tuần, mười hai vị thường xuyên được gọi là sứ đồ với sự tôn trọng đặc biệt.
Nhiệm vụ của các tông đồ là thuyết giảng, dạy dỗ và quản trị. Lời giảng của họ lập nền trên mối quan hệ thân cận mà họ từng có với Chúa Giê-su, sự dạy dỗ mà họ nhận lãnh từ Ngài và lời chứng của họ về sự phục sinh của Chúa Giê-su (Công vụ 1. 22). Họ gánh vác trách nhiệm chăm sóc đời sống và phúc lợi của cộng đồng Cơ Đốc giáo còn non trẻ. Khi Hội Thánh phát triển đến nhiều vùng khác, các tông đồ phải dành nhiều thì giờ hơn để chăm sóc các nhóm tín hữu sống rải rác nhiều nơi (Công vụ 8. 14, 9. 32).

### Phúc âm Nhất lãm
Theo Phúc âm Nhất lãm (Phúc âm Đồng quan): Phúc âm Mátthêu (10. 1-4), Phúc âm Máccô (3. 13-19) và Phúc âm Luca (6. 12-16), Mười hai sứ đồ được Chúa Giê-su chọn gần như ngay từ khi ngài bắt đầu chức vụ, Chúa Giê-su "gọi họ là sứ đồ", gồm có:
1. Simon được Chúa Giê-su gọi là Peter – trong tiếng Việt là Phê-rô hoặc Phi-e-rơ – (Hi văn petros, petra; Aram kēf; Anh văn rock) nghĩa là đá, còn được gọi là Simon con Jonah hay Simon con Jochana (tiếng Aram), Phao-lô gọi ông là Cephas (tiếng Aram), cũng gọi là Simon Peter. Ông là một ngư phủ đến từ thành Bethsaida xứ Galilee (Phúc âm Gioan 1. 44; 12. 21). Ông được trao quyền cai quản Hội Thánh.
2. Anrê, anh hoặc em của Phêrô, ngư phủ thành Bethsaida và là một môn đệ của Gioan Baotixita hoặc Giăng Báp-tít (John the Baptist).
3. James "Lớn" (trong tiếng Việt là Giacôbê hoặc Gia-cơ). Con của Zebedee và Mary Salome(chị em ruột với Mary mẹ Jesus)
4. John (Gioan hay Giăng), con của Zebedee, được Chúa Giê-su gọi là Boanerges (theo tiếng Aram nghĩa là "Con trai của sấm sét" – Mc 3. 17).
5. Philip người thành Bethsaida xứ Galilee (Gioan1. 44, 12. 21).
6. Bartholomew (Tiếng Việt là Batôlômêô), "con trai của Talemai", thường được gọi là Nathanael.
7. Thomas, cũng gọi là Thomas Didymus, tiếng Aram T’oma’, "sinh đôi", tiếng Hy Lạp Didymous, cũng có nghĩa là "sinh đôi"
8. James "Nhỏ", phiên âm tiếng Việt là "Giacôbê", con ông Anphê và Mary of Clopas(chị em ruột với Mary mẹ Jesus)
9. Matthew (Mát-thêu hoặc Ma-thi-ơ), người thu thuế, đôi khi được cho là Levi, con trai của Alphaeus.
10. Simon người Canaan, được gọi là "người Nhiệt Thành" (Zealot). Con của Alphaeus
11. Judas Iscariot "kẻ bội phản"; được cho là người muốn phục hồi quốc gia Do Thái; sau khi Judas Iscariot tự vẫn, Matthias được chọn vào chỗ của Judas Iscariot trong các tông đồ.
12. Thaddaeus, trong Phúc âm Luca gọi là Judas, em của Gia cô bê con ông anphê

### Phúc âm John
Phúc Âm Gioan (Giăng hay Gioan), không giống ba sách phúc âm nhất lãm, không đưa ra danh sách các tông đồ, cũng không liệt kê số lượng; dù vậy, tên của chín tông đồ được tìm thấy trong sách Phúc âm thứ tư này:
- Andrew,
- Judas Iscariot,
- Peter,
- Thomas (còn gọi là Judas),
- Nathanael,
- Philip,
- Các con trai của Zebedee
  - James
  - John, và
- Judas, không phải Iscariot.

Mười hai tông đồ cũng được phong là mười hai vị thánh:An-rê, Phi-líp-phê, Ba-tô-lô-mê-ô, Mát-thêu, Simon, Gia-cô-bê tiền, Gia-cô-bê hậu, Gio-an, Giu-đa Ta-đê-ô, Tô-ma, Phê-rô, Mát-thi-a

## Sứ đồ thứ mười ba

### (Sau-lơ / Phao-lô)

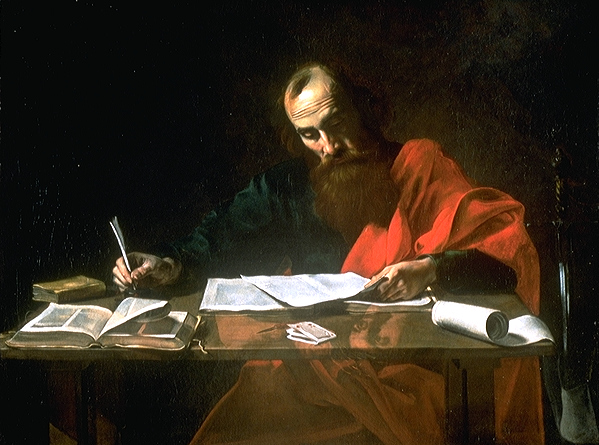
Sứ đồ Phao-lô.

Trong các trước tác của mình, Saul, về sau gọi là Phao-lô, dù không ở trong số Mười hai Tông đồ được chọn lúc ban đầu, vẫn xem mình là một sứ đồ, ("Phao-lô, tôi tớ của Chúa Giê-su Cơ Đốc, được gọi làm sứ đồ, biệt riêng ra đặng giảng Phúc âm của Thiên Chúa" Rôma 1. 1 và các thư tín hữu khác), công bố rằng ông được sai phái bởi chính Chúa Giê-su sau khi ngài phục sinh vào lúc ông gặp Ngài khi ông đang trên đường đến thành Damascus; Phao-lô cũng thường nhận mình là sứ đồ cho các dân tộc không phải Do Thái (Rôma 11. 13, Galatians 2. 8). Ông cũng thường gọi đồng lao của ông là sứ đồ (Barnabas, Silas, Apollos, Andronicus và Junia), cũng gọi một số người chống đối là "siêu-sứ đồ" (2 Corinthians 11. 5 và 12. 11). Bách khoa toàn thư Công giáo: "Theo quan điểm Cơ Đốc, điều này là rõ ràng, bất kỳ ai nhận lãnh sứ mạng từ Thiên Chúa, hoặc từ Chúa Cơ Đốc, để phục vụ người khác nhằm được gọi là Sứ đồ". Như thế, ý nghĩa của chức vụ tông đồ không nên bị hạn chế trong con số mười hai lúc ban đầu. Không giống mười hai sứ đồ kia, Phao-lô khẳng định thẩm quyền của mình từ việc nhận lãnh Phúc âm qua sự mặc khải của Chúa Giê-xu (Gal 1. 12; Công vụ 9. 3-19; 26-27, 22. 6-21, 26. 12-23) sau khi Chúa Giê-xu chết trên thập tự giá và sống lại, ông thường phải biện minh cho thẩm quyền của mình, và công bố rằng ông đã gặp gỡ Chúa Giê-xu và được Ngài xức dầu khi ông đang trên đường đến thành Damascus; các tông đồ lãnh đạo hội thánh tiên khởi - James, Peter và John – công nhận chức vụ sứ đồ của Phao-lô với sứ mạng rao giảng Phúc âm cho dân ngoại, có thẩm quyền như Peter trong chức vụ sứ đồ cho người Do Thái (Gal. 2. 7-9). Đôi khi Phao-lô được xem như là người thế chỗ của Matthias để được kể là trong số "Mười hai Sứ đồ".

### Constantinus I
Hoàng đế La Mã Constantinus I đôi khi cũng được gọi là Sứ đồ thứ mười ba, chẳng hạn như Giáo hội Chính thống Mỹ: "Ông được gọi là 'vĩ đại' là vì ông là người nhiệt tâm tranh đấu cho sự thuần khiết của tinh thần chính thống. Trong bài Ca ngợi thứ sáu thuộc bộ kinh dành cho Lễ thánh, ông được gọi là 'Sứ đồ thứ mười ba'. Ông có tên trong danh sách các tông đồ và bình đẳng với họ."

## Các Sứ đồ khác

### Judas Iscariot
Theo các sách Phúc âm, Judas là kẻ phản bội Chúa Giê-su rồi sau đó treo cổ tự sát, khi ấy chỉ còn lại 11 sứ đồ. Theo ký thuật của sách Công vụ các Sứ đồ 1. 16-20, Peter nói rằng "...Judas, người dẫn đường cho họ đến bắt Chúa Giê-su... Vì (Judas) thuộc về chúng ta, và đã nhận phần trong chức vụ này... đã được tiên báo trong sách Thi thiên rằng: Nguyền chỗ nó ở trở nên hoang loạn, chớ có ai ở đó; lại rằng: Nguyền cho có một người khác nhận lấy chức nó".

### Matthew
Sau khi Chúa Giê-su về trời, các tông đồ họp nhau lại để chọn sứ đồ thứ 12 thế chỗ của Judas Iscariot theo cách bốc thăm, cách mà người Do Thái thường dùng để xem ai là người được chọn theo ý của Thiên Chúa. Thăm trúng vào Matthew, người này trở nên sứ đồ thứ mười hai (Công vụ 1. 23-26).
Cũng cần lưu ý rằng, về sau, khi các sứ đồ lần lượt qua đời, không ai được tuyển chọn để thay thế các vị này.

### Môn đệ được Chúa yêu thích nhất
- John (Gioan hoặc Giăng) – Cách giải thích được chấp nhận rộng rãi trong cộng đồng Cơ Đốc giáo cho rằng "môn đệ được Chúa yêu" được đề cập trong Phúc âm John chính là John, tác giả của sách phúc âm này – John là một trong số 12 sứ đồ được chọn lúc ban đầu.
- Mary Magdalene - Một số người tin rằng Mary Magdalene là một môn đệ được Chúa yêu quý. Vài ý kiến cho rằng bà là tác giả của cuốn Phúc âm theo Mary Magdalene, tuy nhiên đa số học giả cho rằng cuốn sách này bắt đầu được viết vào thế kỷ thứ 2 bởi những người phái Ngộ giáo[6].

### Barnabas
Trong Công vụ 14. 14, Barnabas, người đã giới thiệu Phao-lô gia nhập vào cộng đồng Cơ Đốc giáo tiên khởi, được nhắc đến như là một sứ đồ.

### James người công chính
Là em trai hoặc em họ (theo truyền thống Công giáo và Chính Thống giáo) của Chúa Giê-su, theo ký thuật của Paul: "James, Cephas (tức Peter), và John, là những người được tôn như cột trụ" (Gal 2. 9), cũng được miêu tả trong sách Công vụ các Sứ đồ như là nhà lãnh đạo của Hội Thánh tại Jerusalem.

## Cái chết của các Sứ đồ
Vào thời các Tông đồ đi rao giảng, Giáo hội còn non trẻ và luôn bị nhiều thế lực bách hại, bản thân các ông cũng bị truy bắt, hầu hết đều có một kết cục bi thảm.
Cái chết của các Tông đồ là minh chứng về thời kỳ gian khổ của Giáo hội khi mới thành lập.
• Phêrô, bị đóng đinh vào thập giá lộn ngược khoảng năm 67.
• Anrê, bị đóng đinh vào thập giá hình chữ X năm 60.
• Giacôbê Lớn, bị chém đầu năm 44. Người đầu tiên trong 12 sứ đồ tử vì đạo
• Philipphê, bị tra tấn và đóng đinh năm 80.
• Bathôlômêô, bị lột da và chém đầu năm 52.
• Tôma, bị đâm bằng lưỡi giáo năm 72.
• Giacôbê Nhỏ, bị ném đá đến chết năm 62.
• Matthêu, bị thiêu sống.
• Simon Nhiệt thành, bị cưa đôi người năm 61
• Giuđa Tađêô, bị đóng đinh.
• Giuđa Iscariot, treo cổ tự tử sau khi bán đứng Chúa Giêsu.
• Gioan, người duy nhất qua đời tự nhiên (khoảng cuối thế kỷ I).

## Xem thêm

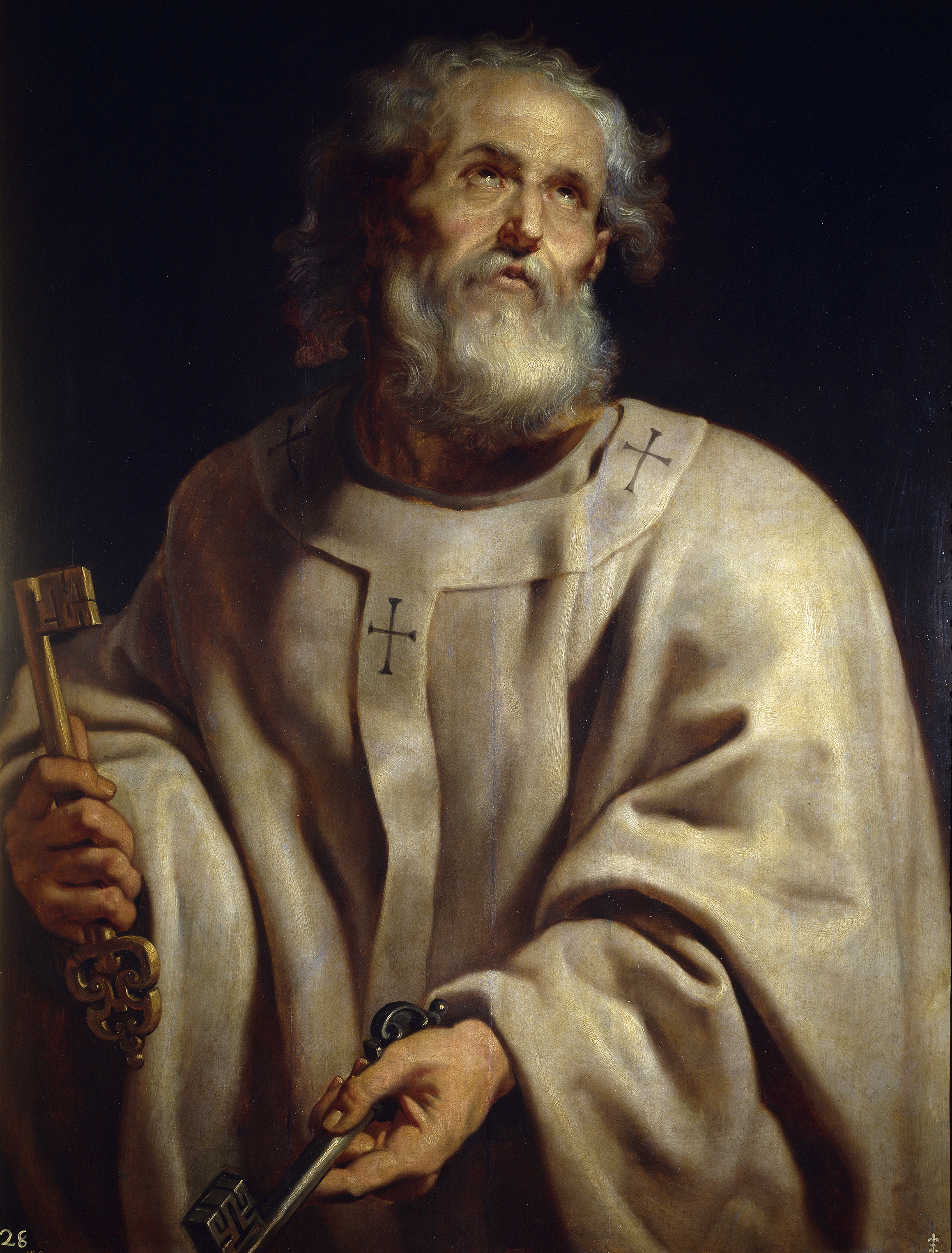
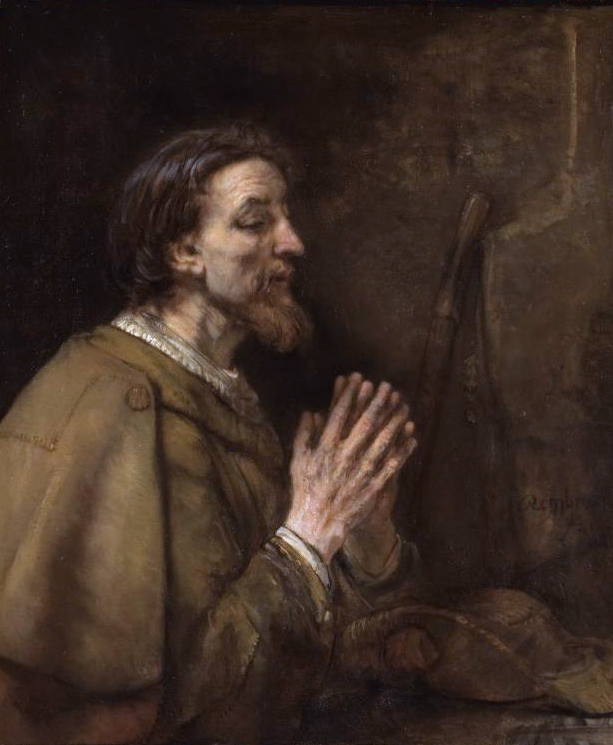
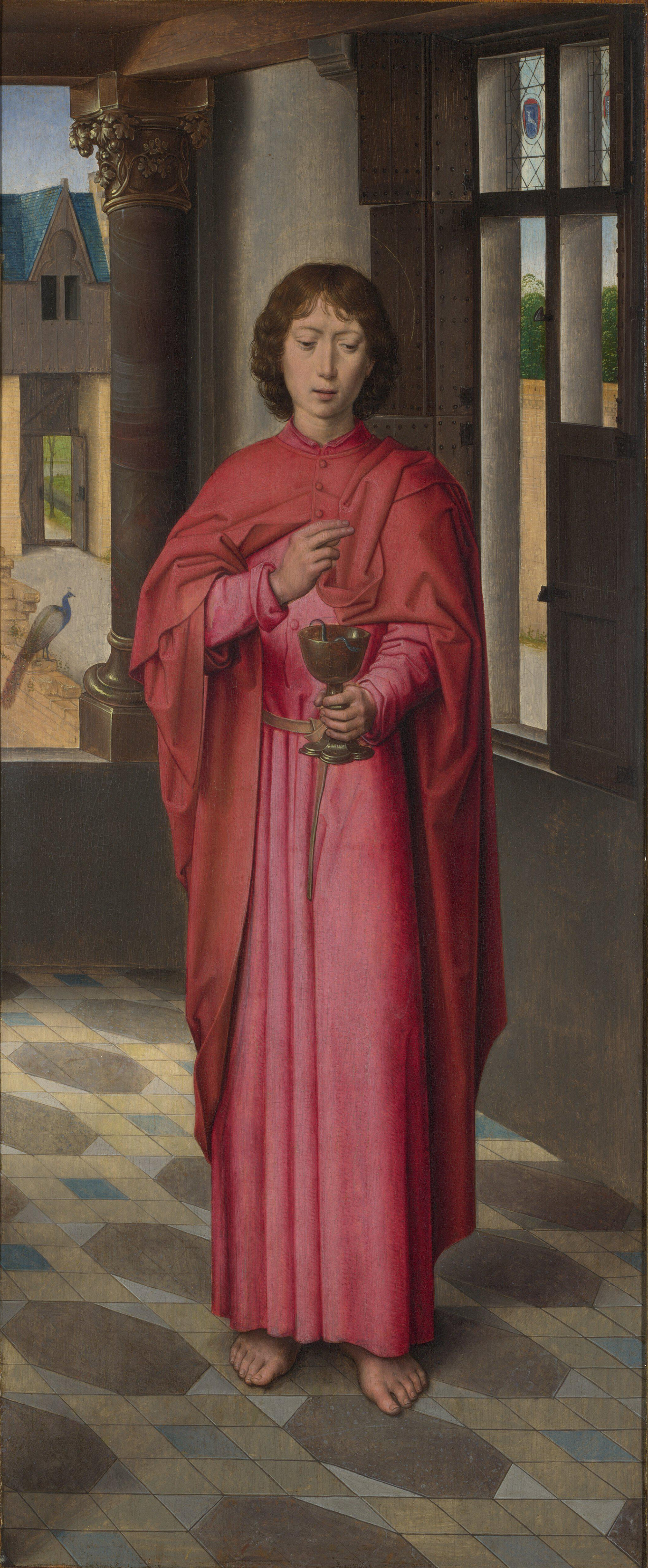
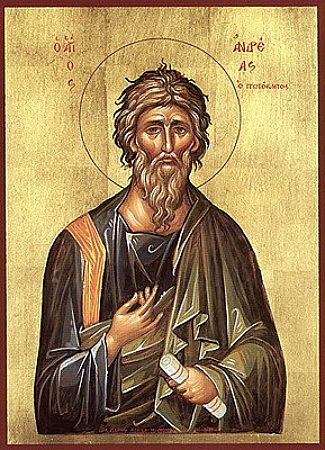
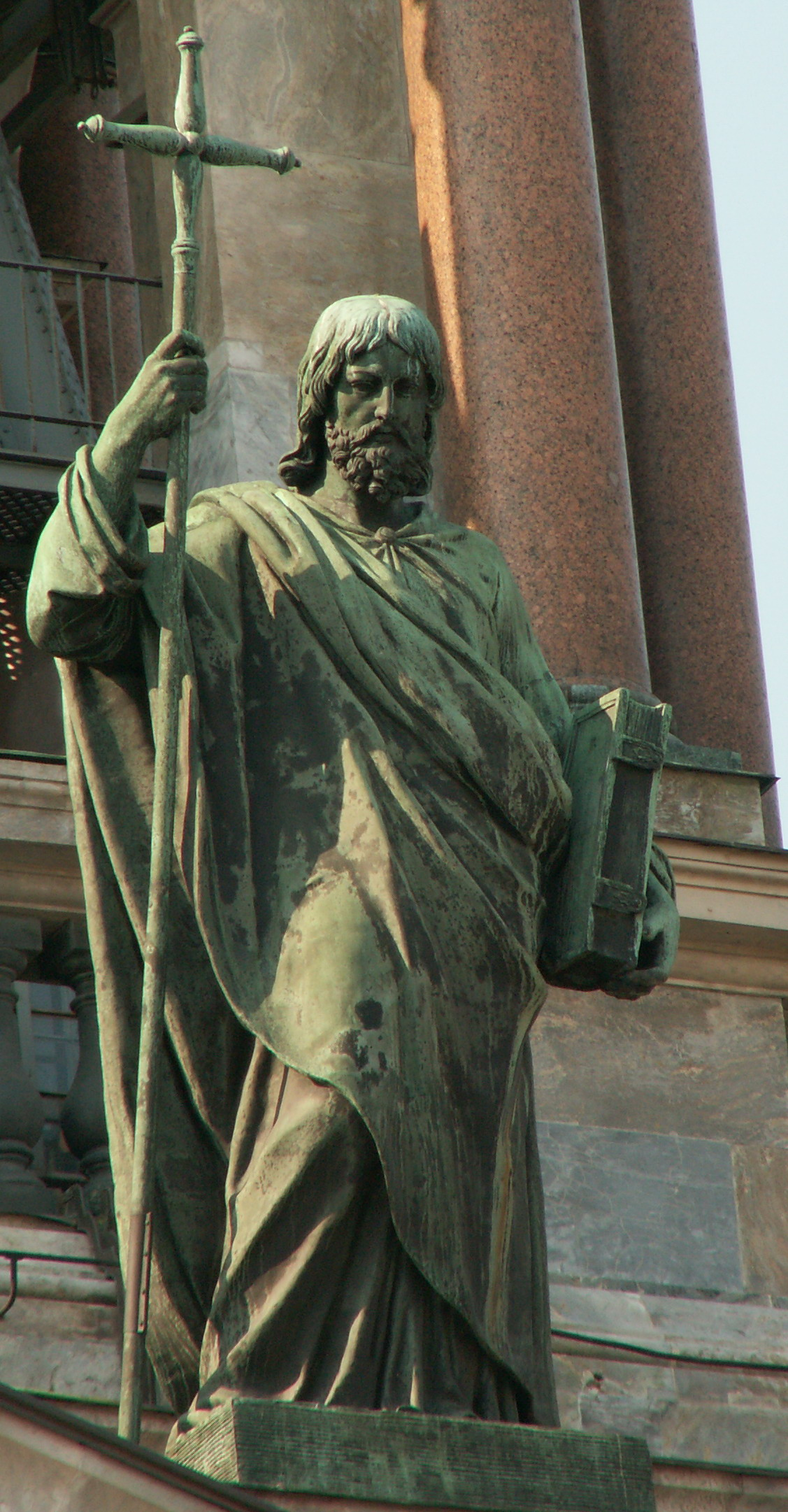
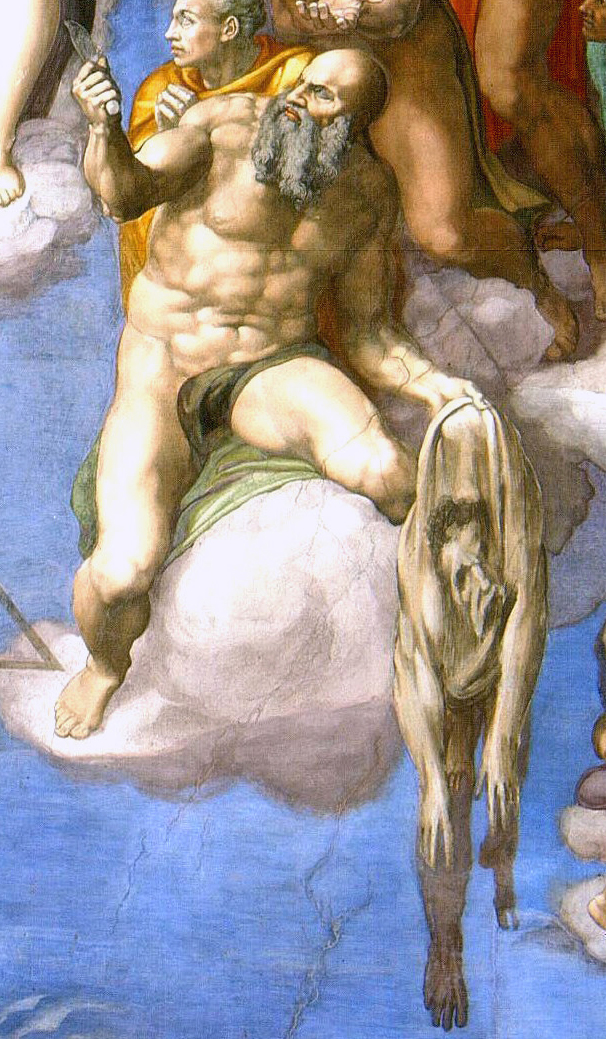
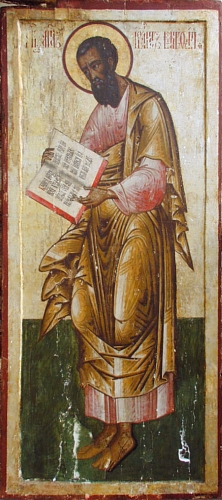
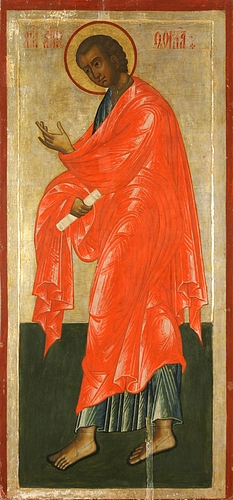
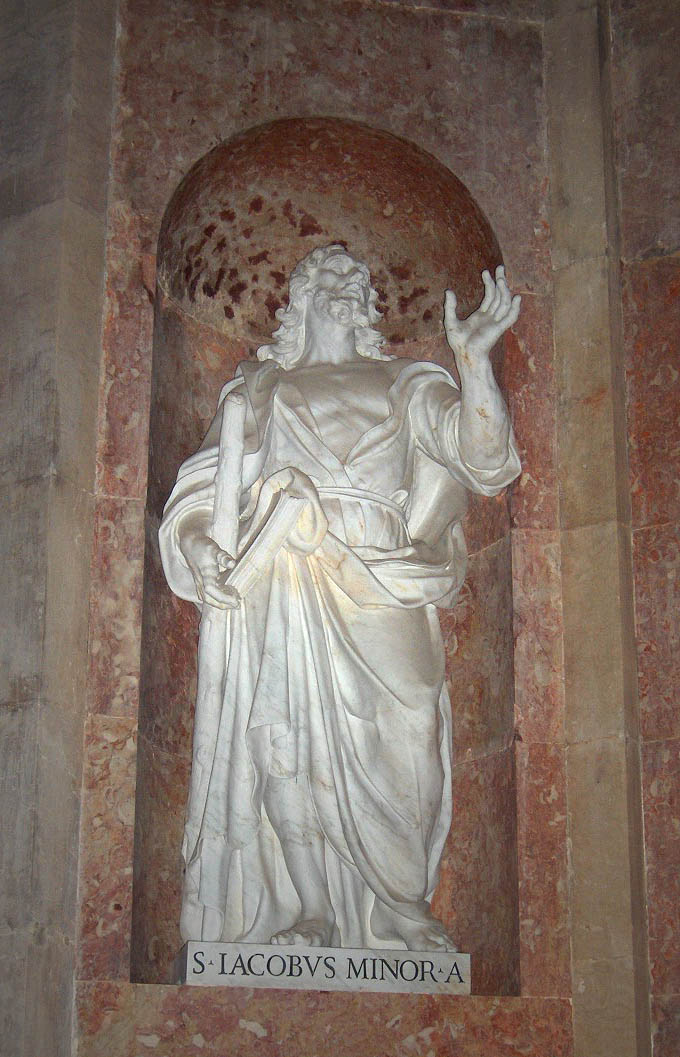
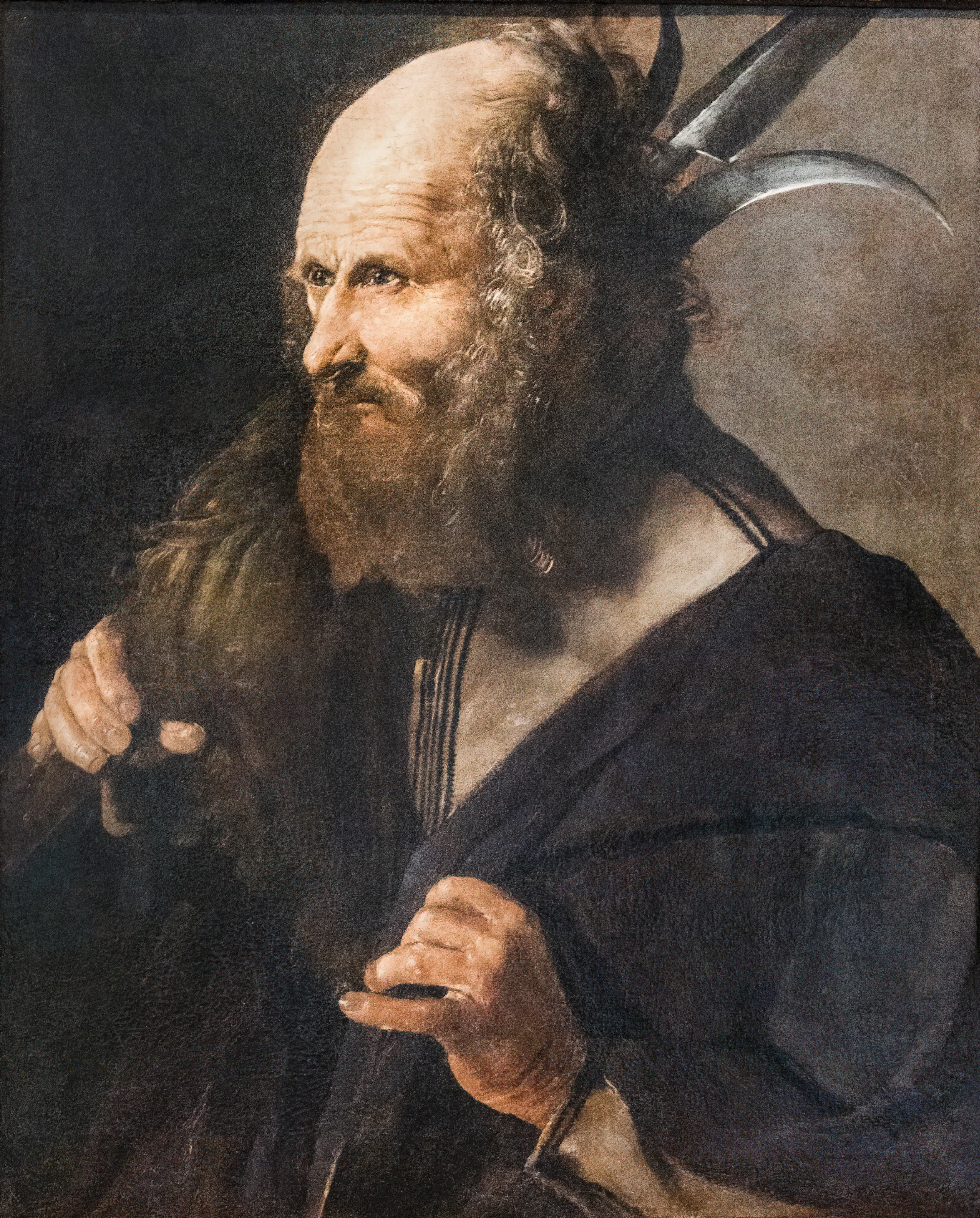
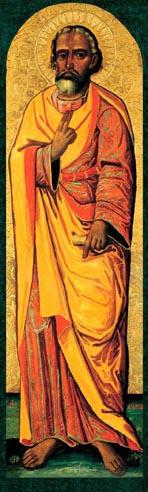
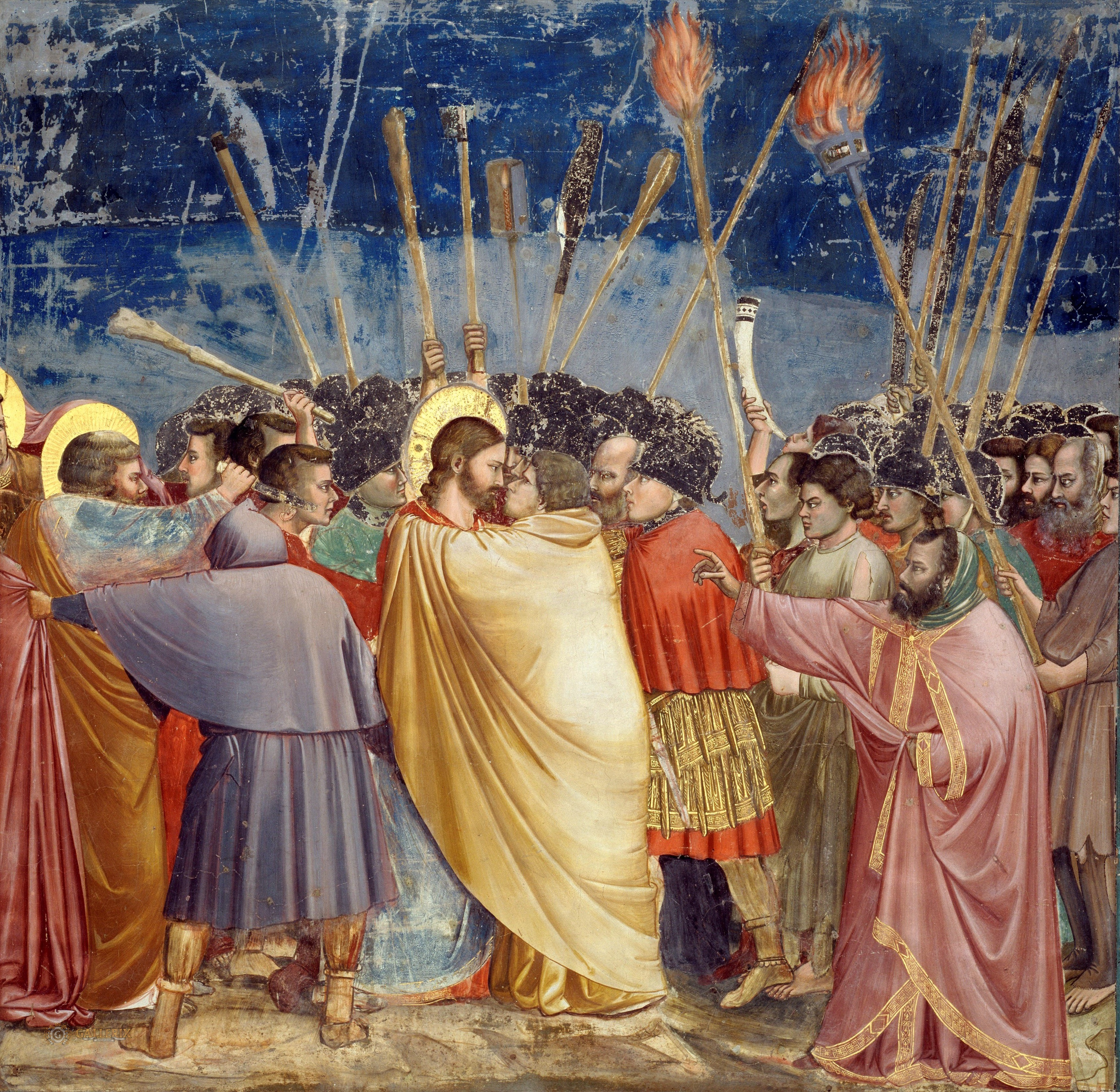